# Cristian (Sibiu)
Cristian es una comuna ubicada en el distrito de Sibiu, Rumania.

## Superficie
Posee una superficie de 71,16 kilómetros cuadrados.

## Demografía
Hasta 2021 la población era de 4116 habitantes, con una densidad de población de 57,84 habitantes por kilómetro cuadrado.